# Anna (film, 2023)
Pour les articles homonymes, voir Anna.
Pour plus de détails, voir Fiche technique et Distribution.
Anna est un film italo-français réalisé par Marco Amenta, sorti en 2023.

## Synopsis
Anna est éleveuse de chèvres en Sardaigne. Elle a hérité du terrain de son père, mais ce qu'elle ignore, c'est que l'acquisition de la terre s'est faite oralement, sur la base de la confiance mutuelle. Elle ne possède donc aucun document notarié, et quand un chantier vient s'installer « chez elle », elle se trouve dans l'incapacité de s'y opposer juridiquement. L'avocat Ruggero se propose cependant de l'aider. Débute le difficile combat du pot de terre contre le pot de fer.

## Fiche technique
- Titre : Anna
- Réalisation : Marco Amenta
- Scénario : Marco Amenta et Anna Mittone, d'après une histoire de Marco Amenta et Nicolà Stazzi
- Musique : Julia Liros, Giulia Mazzoni
- Décors : Maria Teresa Padula
- Costumes : Salvatore Aresu
- Photographie : Giovanni C. Lorusso
- Son : Pierre-Yves Lavoué
- Montage : Aline Hervé
- Production : Simonetta Amenta, Giulia Cerulli, Alessandro Ponenzo
- Sociétés de production : Eurofilm, Rai Cinema, Videa Next Station, Inthelfilm, MACT Productions
- Sociétés de distribution :
  - Italie : Fandango
  - France : Les Films de l'Atalante
- Pays de production :  Italie,  France
- Langue originale : sarde
- Format : couleur — 1,85:1
- Genre : drame
- Durée : 119 minutes
- Dates de sortie :
  - Italie : 8 septembre 2023 (Mostra de Venise) ; 13 juin 2024 (sortie nationale)
  - France : 26 octobre 2023 (Festival du cinéma méditerranéen de Montpellier)[1] ; 5 mars 2025 (sortie nationale)

## Distribution
- Rose Aste : Anna
- Daniele Monachella : maître Rossini
- Marco Zucca : maître Ruggero
- Stefano Cancellu : Luca Esposito
- Andrea Melis : Gianni
- Daniela Vitellaro : Lucia

## Distinctions

### Récompenses
- Mostra de Venise 2023 : mention spéciale au prix Fedic (fédération italienne des ciné-clubs)[2]
- Festival du cinéma méditerranéen de Montpellier 2023 : Prix des activités sociales de l'énergie[3]